# Carl Marung
Carl Marung (* 25. Juli 1813 in Woldegk; † 4. November 1890 in Schönberg (Mecklenburg); vollständiger Name: Carl Wilhelm Christoph Marung) war ein deutscher Arzt, der 1848/49 in der Mecklenburgischen Abgeordnetenversammlung saß.

## Leben
Carl Marung war ein Sohn des Schäfers Joachim Friedrich Marung und dessen Frau Caroline Dorothea, geb. Krüger.
Er studierte von 1830 bis 1834 Medizin an der Königlichen Universität zu Greifswald, der Friedrich-Wilhelms-Universität zu Berlin und der Universität Rostock. 1833 wurde er Mitglied des Corps Vandalia Rostock. Am 1. November 1834 wurde er in Kiel zum Dr. med. promoviert. Er praktizierte zunächst bis 1839 als Arzt in seiner Heimatstadt Woldegk. Er kam 1839 nach Schönberg, zog 1869 nach Grevesmühlen und kehrte schließlich 1872 nach Schönberg zurück, wo er bis an sein Lebensende blieb. 1856 wurde er zum Landphysikus für das Fürstentum Ratzeburg berufen. 1869 erhielt er den Titel Rat und 1884 zum 50. Jahrestag seiner Promotion den Titel Medizinalrat. Zugleich wurde er Ehrenbürger der Stadt Schönberg.
In der Revolution in Mecklenburg (1848) wurde er am 9. Oktober 1848 für den Wahlkreis Mecklenburg-Strelitz / Fürstentum Ratzeburg 1 zum Mitglied des Mecklenburgischen Abgeordnetenhauses gewählt. Hier schloss er sich der Fraktion linkes Centrum an. Im März 1849 gab er sein Abgeordnetenmandat auf. An seine Stelle trat der der Kammerherr Friedrich Carl Ludwig von Kardorff aus Schönberg, der sich der Fraktion der Rechten anschloss.
Im August 1872 forderte ihn sein Schönberger Kollege Dr. Georg (Gottlieb) Barlach, der Vater von Ernst Barlach, zu einem Duell auf Pistolen, nachdem Marung ihm vorgeworfen hatte, überteuerte und unnütze Medikamente zur Behandlung der „Sommer-Cholera“ (einer Magen-Darm-Infektion) verschrieben zu haben. Das Duell fand am 4. August morgens um 6 Uhr im Zarnewenzer Wald bei Selmsdorf statt und endete mit einer Verletzung Marungs „in der rechten Seite über dem Hüftbein“. Das angespannte Verhältnis der beiden Ärzte zueinander war eine entscheidende Ursache dafür, dass die Familie Barlach später von Schönberg nach Ratzeburg verzog.
Carl Marung war mit Henriette, geb. Wagner (1820–1871) verheiratet, einer Pfarrerstochter aus Fürstenwerder (Uckermark). Sein Sohn Max Marung (1839–1897) und sein Enkel Karl Erich Marung (1876–1961) wurden ebenfalls Ärzte in Mecklenburg.